# Philoscia lodnensis
Philoscia lodnensis is een pissebed uit de familie Philosciidae. De wetenschappelijke naam van de soort is voor het eerst geldig gepubliceerd in 1969 door Ramakrishna.